# Đồng Tước Đài
Đồng Tước Đài (chữ Hán: 銅雀臺, Bính âm: Tóng Què Tái) có tên tiếng Anh chính thức là "The Assassins," là bộ phim điện ảnh cổ trang, dã sử Trung Quốc công chiếu năm 2012 với sự tham gia diễn xuất của Chu Nhuận Phát, Lưu Diệc Phi, Tô Hữu Bằng và Ngọc Mộc Hoành,...
Nội dung của bộ phim tập trung vào câu chuyện những năm cuối đời của Tào Tháo, khắc họa một khía cạnh mới về con người một nhân vật quan trọng trong lịch sử Trung Quốc này. Đồng Tước Đài chính là công trình được cho xây dựng bởi Tào Tháo vào năm 210 tại Nghiệp Thành, nước Hán (nay thuộc Hàm Đan, Hà Bắc).

## Cốt truyện
Linh Thư và Mục Thuận là 2 cô nhi bị Triều đình bắt về huấn luyện trở thành những sát thủ với mục đích cuối cùng là sát hại Tào Tháo. Linh Thư và Mục Thuận có tình cảm gắn bó với nhau. Trải qua tuổi thơ trong hầm ngục, ước mơ của Linh Thư là một ngày nào đó thoát khỏi mối ràng buộc với "vận mệnh thiên hạ" để được sống những ngày an nhàn, tự do bên Mục Thuận.
Sau khi đã trưởng thành, vượt qua vòng kiểm tra sinh tử, cả hai được đưa vào cung cùng các sát thủ khác. Mục Thuận và các nam sát thủ bị cung trở thành thái giám. Trong khi đó, Linh Thư nhờ nhan sắc trời phú với gương mặt, ngữ âm rất giống với Điêu Thuyền được giao nhiệm vụ tiếp cận, lấy lòng và ám sát Tào Tháo. Với khuôn mặt, giọng nói của mình, Linh Thư được Tào Tháo đối xử vô cùng tử tế. Linh Thư với Tào Tháo luôn trong 2 tâm trạng, một mặt muốn kết liễu Tào Tháo để hoàn thành nhiệm vụ và chạy trốn cùng Mục Thuận, một mặt lại không muốn phụ tấm lòng của Tào Tháo với mình.

## Diễn viên
- Chu Nhuận Phát vai Tào Tháo
- Lưu Diệc Phi vai Linh Thư / Điêu Thuyền
- Tô Hữu Bằng vai Hán Hiến Đế
- Ngọc Mộc Hoành vai Mục Thuận
- Y Năng Tĩnh vai Phục Hoàng hậu
- Khâu Tâm Chí vai Tào Phi
- Diêu Lỗ vai Cát Bản
- Nghê Đại Hồng vai Phục Hoàn
- Bảo Kiếm Phong vai Lã Bố
- Trì Trình vai Hứa Trữ
- Khúc Tuyền Thừa vai Tào Thực
- Bành Kính Từ vai Tào Hưu
- Quách Kim Phi vai Trần Mông
- Điền Thụy Huy vai Mục Yến
- Trương Tử Mộc vai Linh Thư (hồi bé)
- Lưu Kiệt Nghị vai Mục Thuận (hồi bé)